# Neanotis wightiana
Neanotis wightiana là một loài thực vật có hoa trong họ Thiến thảo. Loài này được (Wall. ex Wight & Arn.) W.H.Lewis mô tả khoa học đầu tiên năm 1966.